# Priverno
Priverno is een gemeente in de Italiaanse provincie Latina (regio Latium) en telt 13.744 inwoners (31-12-2004). De oppervlakte bedraagt 56,8 km2, de bevolkingsdichtheid is 234 inwoners per km2.
De stad is co-zetel van het bisdom Latina-Terracina-Sezze-Priverno.

## Demografie
Priverno telt ongeveer 5003 huishoudens. Het aantal inwoners daalde in de periode 1991-2001 met 1,2% volgens cijfers uit de tienjaarlijkse volkstellingen van ISTAT.
| Jaar | Inwoneraantal |
| ---- | ------------- |
| 1991 | 13.289        |
| 2001 | 13.133        |

## Geografie
De gemeente ligt op ongeveer 151 m boven zeeniveau.
Priverno grenst aan de volgende gemeenten: Maenza, Pontinia, Prossedi, Roccagorga, Roccasecca dei Volsci, Sezze, Sonnino.

## Afbeeldingen

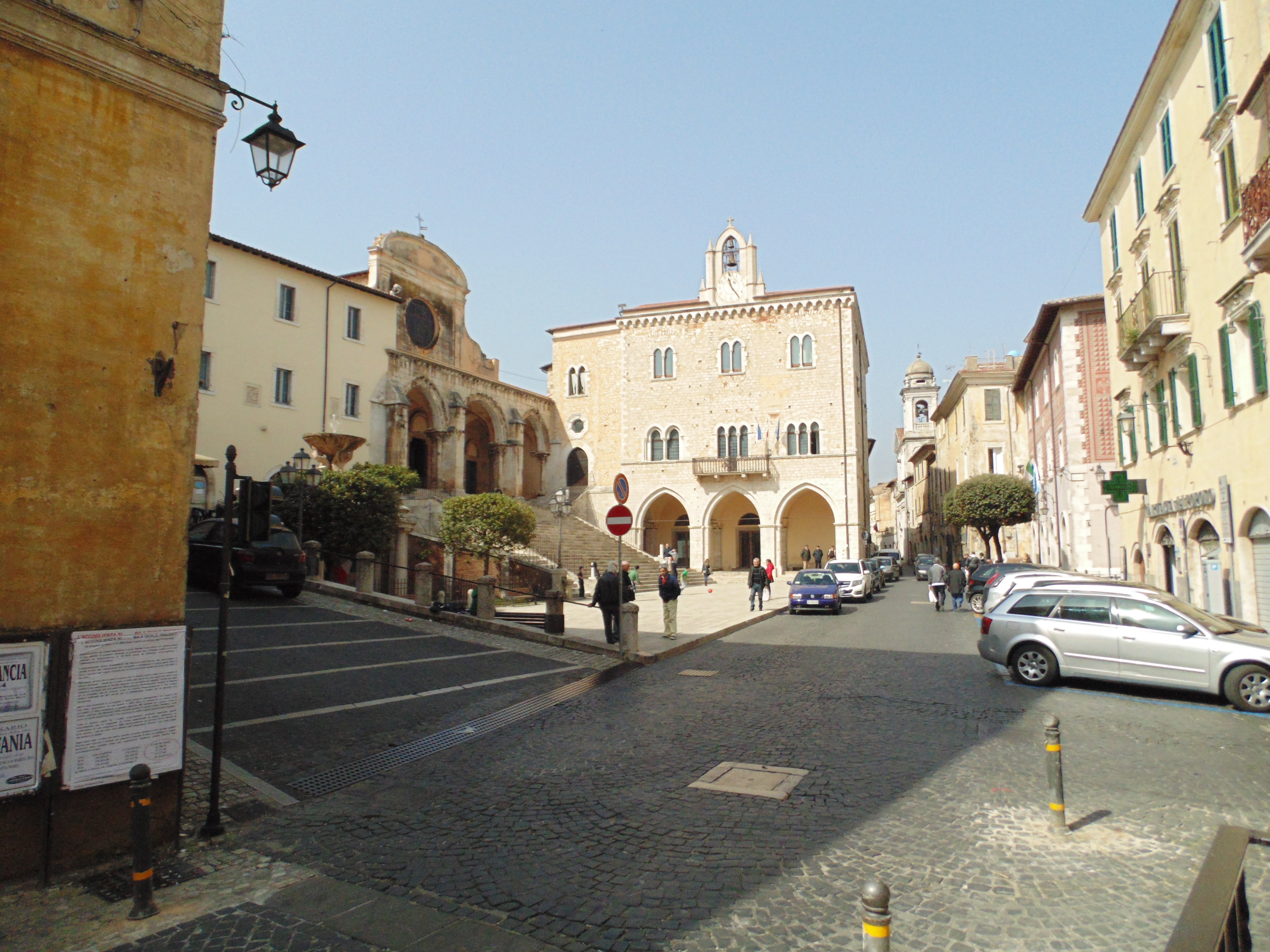
Plein in Priverno
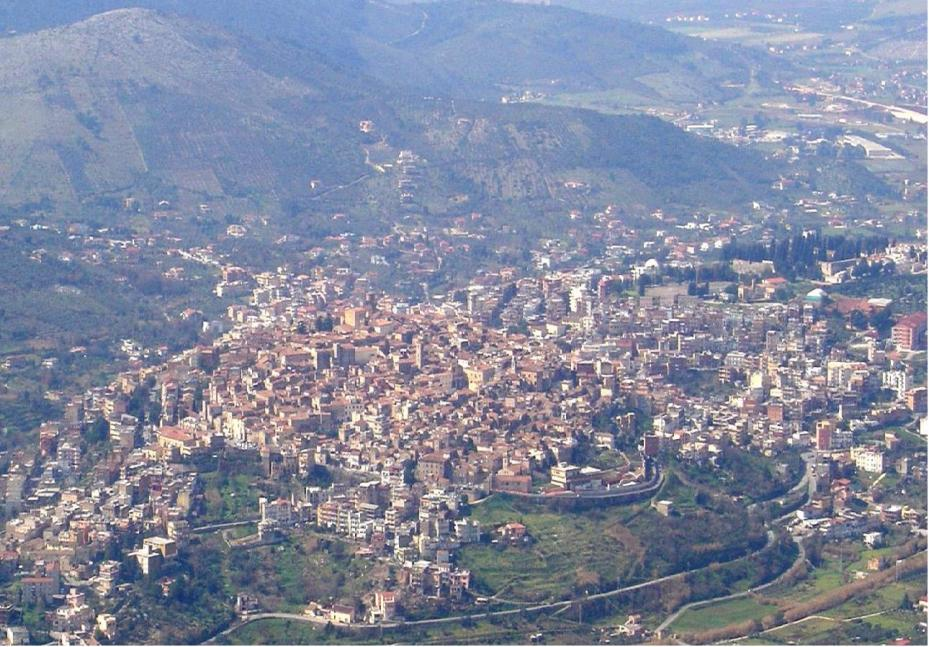
Priverno is op een heuvel gebouwd
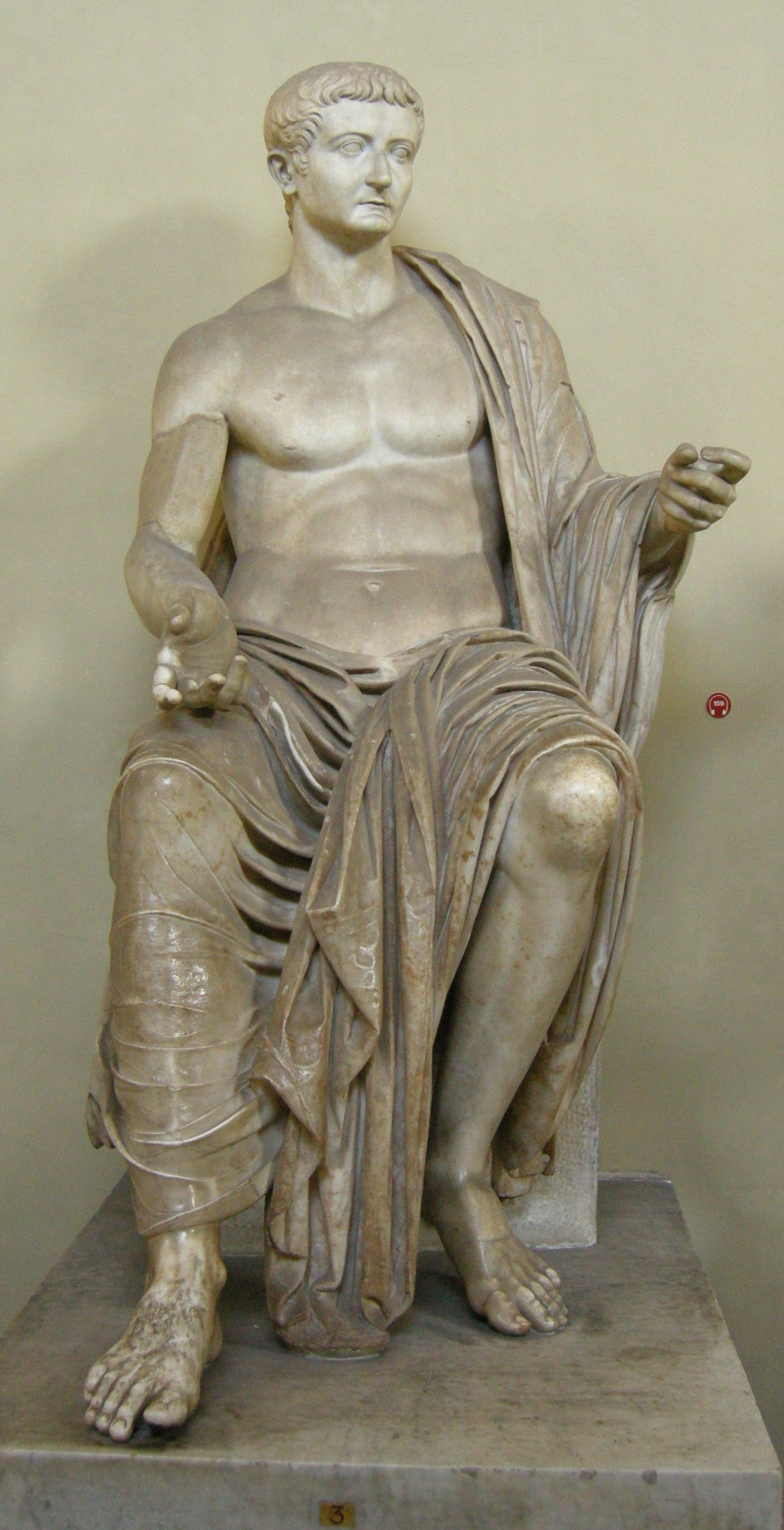
Standbeeld van keizer Tiberius, gevonden in Priverno
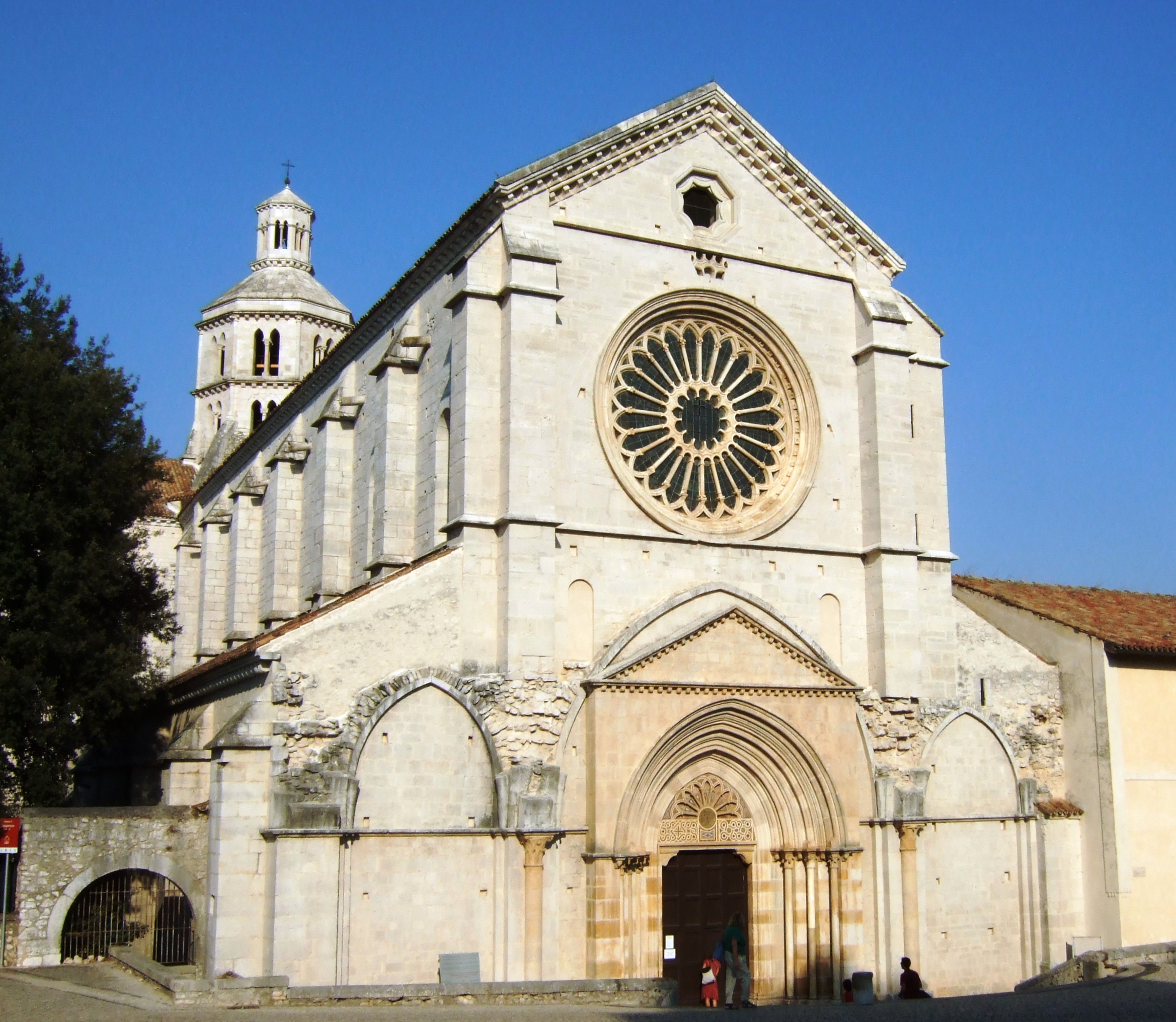
De vlak bij Priverno gelegen abdij van Fossanova

Aprilia · Bassiano · Campodimele · Castelforte · Cisterna di Latina · Cori · Fondi · Formia · Gaeta · Itri · Latina · Lenola · Maenza · Minturno · Monte San Biagio · Norma · Pontinia · Ponza · Priverno · Prossedi · Rocca Massima · Roccagorga · Roccasecca dei Volsci · Sabaudia · San Felice Circeo · Santi Cosma e Damiano · Sermoneta · Sezze · Sonnino · Sperlonga · Spigno Saturnia · Terracina · Ventotene